# Neonotonia wightii
La soja forrajera o soja perenne, (Neonotonia wightii, sin. Glycine javanica) es una planta herbácea nativa de Centro y Sudamérica y de las islas del Lejano Oriente. Ampliamente naturalizada en todo el mundo y cultivada por su valor alimentario para el ganado, se ha transformado en una amenaza invasiva en algunas regiones tropicales y subtropicales. Por su capacidad de fijar el nitrógeno se la planta acompañando otros vegetales o como parte de una rotación de cultivos.

## Características
N. wightii es una hierba trepadora perenne. Los tallos, de entre 60 y 450 cm de largo, forman densas matas con la base leñosa; son densamente pubescentes. Las hojas tienen entre 1,5 y 16 cm de largo y 1,3 a 12,5 de ancho; son elípticas, ovadas o vagamente romboidales, cubiertas de una densa pilosidad o glabras según la variedad. Florecen dando lugar a inflorescencias en racimos compactos de hasta 60 cm de largo. Las flores son pequeñas, ligeramente pubescentes en el cáliz, con el tubo floral de hasta 2 mm de largo y los lóbulos lanceolados o lineales. La corola es blanca, a veces con una mancha púrpura. Produce vainas oblongas o lineales, a veces anguladas, de hasta 3,5 cm de largo por unos 5 mm de ancho cubiertas de vellosidad apretada de color rojizo. Cada una de ellas contiene entre 4 y 7 semillas oblongas de unos 4 x 3 mm, con la cubierta pardorrojiza y el aril blanco.

## Hábitat
Requiere climas cálidos y muy húmedos, con más de 750 mm anuales de pluviosidad. Por su densidad cubre y aplasta otras hierbas, por lo que se la usa como cultivo de cobertura acompañando a otras especies. Crece de manera silvestre en ruderales, a la vera de los caminos y como plaga en plantaciones de hierbas. Se la cultiva como forrajera en zonas tropicales, en especial Hawái'i y las islas del Pacífico Sur.

## Variedades
- Neonotonia wightii subsp. petitiana (A.Rich.) J.A.Lackey
- Neonotonia wightii subsp. pseudojavanica (Taub.) J. A. Lackey
- Neonotonia wightii subsp. wightii (Wight & Arn.) J.A.Lackey
- Neonotonia wightii var. coimbatorensis (A.Sen) Karth.
- Neonotonia wightii var. longicauda (Schweinf.) Lackey

## Sinonimia
- Glycine wightii (Wight & Arn.) Verdc.
- Glycine javanica L.
- Notonia wightii Wight & Arn.
- Glycine bujacia Benth.
- Neonotonia wightii var. coimbatorensis (A.Sen) Karth.
- Shuteria vestita sensu Benth., non Wight & Arn.
- Soja javanica (L.) Graham
- Soja wightii Graham
- (enlace roto disponible en Internet Archive; véase el historial, la primera versión y la última).